# كليفورد روز
كليفورد روز (بالإنجليزية: Clifford Rose)‏ هو ممثل بريطاني، ولد في 24 أكتوبر 1929 في المملكة المتحدة.

## وصلات خارجية
- كليفورد روز على موقع IMDb (الإنجليزية)
- كليفورد روز على موقع ميوزك برينز (الإنجليزية)
- كليفورد روز على موقع قاعدة بيانات برودواي على الإنترنت (الإنجليزية)
- كليفورد روز على موقع قاعدة بيانات الفيلم (الإنجليزية)